# Vita
La vita è l'insieme delle caratteristiche degli esseri viventi che manifestano processi biologici come l'omeostasi, il metabolismo, la riproduzione e l'evoluzione, dove:
- l'Omeostasi è un meccanismo di autoregolazione, tramite reazioni chimiche, atto a conservare un equilibrio interno al variare delle condizioni esterne. Un organismo vivente, in questa accezione, può esser visto come un sistema aperto.
- Il Metabolismo è l'insieme delle trasformazioni chimiche che consentono di gestire l'energia prodotta e utilizzata dall'organismo, ed è detto catabolismo se disgrega la materia organica per rilasciare energia (es. respirazione cellulare), e anabolismo se compone la stessa materia per utilizzare l'energia stessa.
- La Riproduzione è il processo attraverso il quale organismi viventi (chiamati genitori) generano altri individui della stessa specie (chiamati discendenti).[2][3] Negli organismi cellulari (Cytota), se questa avviene tramite divisione cellulare, è detta Mitosi, dove l'unica cellula genitore scompare e produce due cellule figlie, mentre se avviene tramite altri meccanismi più complessi, tipici degli organismi pluricellulari, è detta Meiosi.
- l'Evoluzione è il prodotto del mutamento dei caratteri trasmessi ereditariamente alle generazioni successive.[4] A tale mutamento concorrono diversi fattori, quali le mutazioni genetiche (benché siano il più delle volte singolarmente poco significative, il loro lento accumularsi può portare alla comparsa di caratteristiche nuove), la selezione naturale, la deriva genetica. Il loro effetto determina l'evoluzione dei caratteri fino alla comparsa di nuove specie.

La biologia, ovvero la scienza che studia la vita, ha portato a riconoscerla come proprietà emergente di un sistema complesso che è l'organismo vivente. L'idea che essa sia supportata da una «forza vitale» è stato argomento di dibattito filosofico, che ha visto contrapporsi i sostenitori del meccanicismo da un lato e dell'olismo dall'altro, circa l'esistenza di un principio metafisico in grado di organizzare e strutturare la materia inanimata. La comunità scientifica non concorda ancora su una definizione di vita universalmente accettata, evitando ad esempio di qualificare come organismo vivente i sistemi come virus o viroidi.
Gli scienziati concordano comunque sul fatto che ogni essere vivente ha un proprio ciclo vitale durante il quale si riproduce, adattandosi all'ambiente mediante un processo di evoluzione, ma ciò non implica la vita perché qualunque caratteristica che hanno i viventi può essere ritrovata in altre situazioni non considerate viventi, ad esempio alcuni virus software che hanno un ciclo vitale e di riproduzione nel loro ambiente informatico ma non sono vivi, o alcuni cristalli che crescono e si riproducono, e molti altri esempi. Una più basica serie di caratteristiche della Vita sono state avanzate, come ad esempio un sistema composto da molecole omochirali che si mantiene in omeostasi e capace di reazioni autocatalitiche (James Tour).
Le forme di vita che sono o sono state presenti sulla Terra vengono classificate in animali, cromisti, piante, funghi, protisti, archaea e batteri.

## Definizione

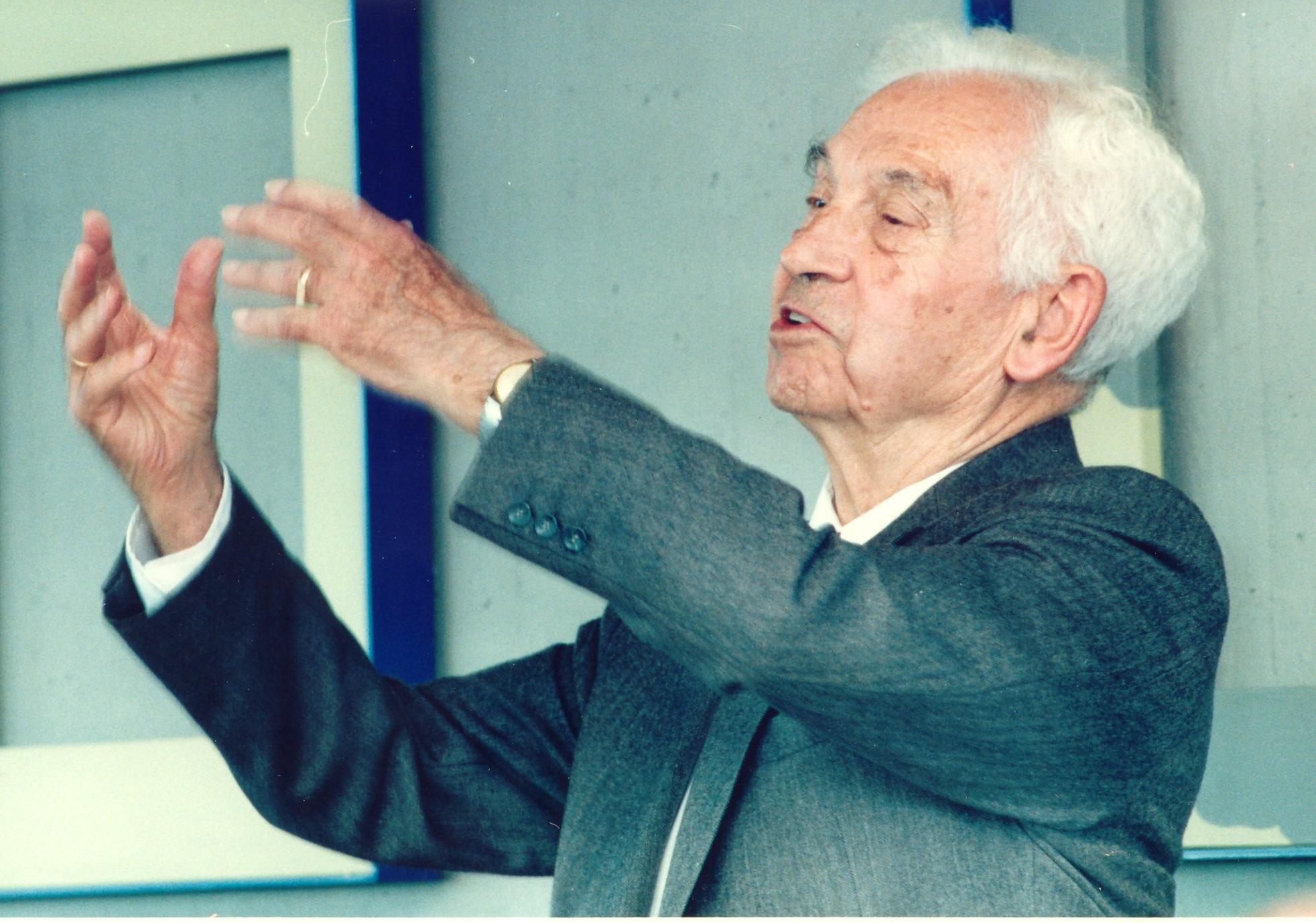
Ernst Mayr

Riguardo alla definizione di cosa sia la vita c'è ancora dibattito tra scienziati e tra filosofi. Secondo il biologo Ernst Mayr sarebbe sufficiente individuare le caratteristiche fondamentali della vita da un punto di vista materiale: 
(Ernst Mayr)
 Il biologo Hans Driesch sosteneva invece che la vita non potesse essere compresa con gli strumenti delle scienze meccaniche, come la fisica, le quali si occupano esclusivamente dei fenomeni non biologici, ragion per cui la biologia andrebbe separata da queste discipline:
(Hans Driesch, The science and philosophy of the organism, p. 105, trad. ingl., Londra 1929 2)
Uno studio approfondito in merito è stato fatto dal fisico Erwin Schrödinger. Nella sua dissertazione Schrödinger nota per prima cosa la contrapposizione tra la tendenza dei sistemi microscopici a comportarsi in maniera "disordinata", e la capacità dei sistemi viventi di conservare e trasmettere grandi quantità di informazione utilizzando un piccolo numero di molecole, come dimostrato da Gregor Mendel, che richiede necessariamente una struttura ordinata. In natura una disposizione molecolare ordinata si trova nei cristalli, ma queste formazioni ripetono sempre la stessa struttura, e sono quindi inadatte a contenere grandi quantità di informazione. Schrödinger postulò quindi che l'unico modo in cui il gene può mantenere l'informazione è una molecola di un "cristallo aperiodico" cioè una molecola di grandi dimensioni con una struttura non ripetitiva, capace quindi di sufficiente stabilità strutturale e sufficiente capacità di contenere informazioni. In seguito questo darà l'avvio alla scoperta della struttura del DNA da parte di Franklin, Watson e Crick; oggi sappiamo che il DNA è proprio quel cristallo aperiodico teorizzato da Schrödinger.
Seguendo questo ragionamento Schrödinger arrivò ad un apparente paradosso: tutti i fenomeni fisici seguono il secondo principio della termodinamica, quindi tutti i sistemi vanno incontro ad una distribuzione omogenea dell'energia, verso lo stato energetico più basso, cioè subiscono un costante aumento di entropia. Questo apparentemente non corrisponde ai sistemi viventi, i quali si trovano sempre in uno stato ad alta energia (quindi un disequilibrio). Il disequilibrio è stazionario, perché i sistemi viventi mantengono il loro ordine interno fino alla morte. Questo, secondo Schrödinger, significa che i sistemi viventi contrastano l'aumento di entropia interno nutrendosi di entropia negativa, cioè aumentando a loro favore l'entropia dell'ambiente esterno. In altre parole gli organismi viventi devono essere in grado di prelevare energia dall'ambiente per ricompensare l'energia che perdono, e quindi mantenere il disequilibrio stazionario. Questo è ciò che in biologia è stato riconosciuto nei fenomeni di metabolismo e omeostasi.
Secondo Ernst Mayr, è un'entità viva, quindi con peculiarità che la distinguono dalle entità non viventi, l'organismo vivente, soggetto alle leggi naturali, le stesse che controllano il resto del mondo fisico. Ma ogni organismo vivente e le sue parti viene controllato anche da una seconda fonte di causalità, i programmi genetici. L'assenza o la presenza di programmi genetici indica il confine netto tra l'inanimato e il mondo vivente.
Unendo il concetto del disequilibrio con quello della riproduzione (cioè della trasmissione ordinata delle informazioni), come espressi da Schrödinger, si ottiene quello che può essere definito vivente:
- un sistema termodinamico aperto, in grado di mantenersi autonomamente in uno stato energetico di disequilibrio stazionario e in grado di dirigere una serie di reazioni chimiche verso la sintesi di se stesso.[11]

Questa definizione è largamente accettata nell'ambito della biologia, nonostante ci sia ancora dibattito in merito.
Basandosi su questa definizione un virus non sarebbe un organismo vivente, perché può arrivare a riprodursi ma non può farlo autonomamente, in quanto si deve appoggiare al metabolismo di una cellula ospite, così come non sono esseri viventi le semplici molecole autoreplicanti, in quanto sottoposte all'entropia come tutti i sistemi non viventi.
La ricerca sui Grandi virus nucleo-citoplasmatici a DNA, ed in particolare la scoperte dei mimivirus, quindi l'eventualità che costituiscano anello di congiunzione tra i virus, definiti qui non viventi, e i più semplici viventi comunemente accettati, ha contribuito ad estendere il dibattito e a rendere più sfumata la linea di confine tra viventi e non, ed alcune ipotesi minoritarie, suggeriscono che i domini Archaea, Bacteria, ed Eukarya possano originare da tre differenti ceppi virali e i plasmidi possono essere visti come forme di transizione tra virus a DNA e cromosomi cellulari.
Oltre la definizione di Schrödinger, vari studiosi hanno proposto diverse caratteristiche che nel loro insieme dovrebbero essere considerate sinonimo di vita:
- Omeostasi: regolazione dell'ambiente interno al fine di mantenerlo costante anche a fronte di cambiamenti dell'ambiente esterno.
- Metabolismo: conversione di materiali chimici in energia da sfruttare, trasformazione di diverse forme di energia e sfruttamento dell'energia per il funzionamento dell'organismo o per la produzione di suoi componenti.
- Crescita: mantenimento di un tasso di anabolismo più alto del catabolismo, sfruttando energia e materiali per la biosintesi e non solo accumulando.
- Interazione con l'ambiente: risposta appropriata agli stimoli provenienti dall'esterno.
- Riproduzione: l'abilità di produrre nuovi esseri simili a sé stesso.
- Adattamento: applicato lungo le generazioni costituisce il fondamento dell'evoluzione.

Queste caratteristiche sono, per la loro peculiarità, comunque passibili di critiche e di parzialità. Un ibrido non riproducentesi non può considerarsi come non vivo, così pure un organismo che ne abbia perduto la capacità nel corso del tempo. Parimenti un'ipotetica situazione che obblighi la dipendenza da strutture estranee per mantenere l'omeostasi, un organismo strutturalmente non in grado di adattarsi ulteriormente all'ambiente e altre singole deficienze, difficilmente, se prese singolarmente, possono far escludere di avere a che fare con un vivente.

### Definizione scientifico-filosofica della vita
Questa definizione si basa su valori etici ed è scientifica. La base della vita è l'osservanza dei principi etici. Di particolare importanza è il principio partigiano dell'amore. Lavorare insieme per il reciproco vantaggio si chiama simbiosi in biologia. Le simbiosi sono ricercate nella scienza.
Definizione:
"Nelle parole della filosofia: "La base della vita è il principio dell'amore. La vita esiste dove questo principio governa (simbiosi)."
Nelle parole della biologia: "Base e indicatore della vita è la simbiosi."
Si tratta di una partnership in cui ciascun partner è attivo a beneficio dell'altro partner."
A differenza di molte definizioni, c'è una sottile transizione tra vivo e non vivente a seconda del numero di simbiosi. “Gli esseri viventi sono: sistemi elementari - atomi - molecole - cellule - organi - creature - culture. Nei semplici organismi unicellulari ci sono moltissimi processi simbiotici, nelle reazioni chimiche pochi.“ La transizione tra vivo e non vivente non si adatta alla biologia e all'unità della natura.
A differenza di tutte le altre definizioni, qui alla vita viene dato un valore. La vita deve essere preservata. Questa definizione fornisce una base per la legislazione e le decisioni mediche. (Ad esempio sviluppo embrionale, trapianti di organi, diritti degli animali.)

## Organismi viventi
La vita è caratteristica degli organismi viventi. In generale la vita si considera una proprietà emergente degli esseri viventi. Questo significa che si tratta di una caratteristica posseduta dal sistema, ma non posseduta dai suoi singoli componenti. Un organismo vivente, quindi, è vivo, mentre non sono vive le sue singole parti.

## Condizioni necessarie alla vita
L'esistenza della vita, così come la conosciamo, necessita di particolari condizioni ambientali. I primi organismi comparsi sulla Terra si sono per necessità sviluppati in base alle condizioni preesistenti, ma in seguito a volte sono stati gli organismi stessi a modificare l'ambiente, a vantaggio proprio o di altri organismi. È il caso della produzione di ossigeno da parte dei cianobatteri, che ha modificato profondamente l'atmosfera terrestre causando un'estinzione di massa (detta catastrofe dell'ossigeno) e rendendo possibile la colonizzazione dell'ambiente terrestre. Inoltre col tempo si sono determinate sempre più interazioni complesse tra i diversi organismi, facendo sì che nella maggior parte degli ambienti la vita di determinate specie sia possibile grazie alla presenza di altri organismi che creano le condizioni necessarie (spesso si tratta di microorganismi, come nel caso dei batteri azotofissatori, che trasformano l'azoto molecolare presente nell'aria in molecole utilizzabili per le piante).
Ogni essere vivente può sopravvivere all'interno di determinati limiti relativi ai fattori fisici dell'ambiente (temperatura, umidità, radiazione solare, ecc.). Al di fuori di questi limiti la vita è possibile solo per brevi periodi, se non impossibile del tutto. Queste condizioni, che sono diverse per ogni specie, sono definite range di tolleranza. Per esempio una cellula batterica ad una temperatura troppo alta subirà la denaturazione delle sue proteine, mentre ad una temperatura troppo bassa subirà il congelamento dell'acqua che contiene. In entrambi i casi morirà. Anche le caratteristiche chimiche costituiscono fattore limitante; pH, concentrazioni estreme di forti ossidanti, elementi chimici in concentrazione tossiche, eccetera, costituiscono spesso un muro quasi invalicabile allo sviluppo della vita. Lo studio di organismi estremofili, ha contribuito enormemente all'individuazione delle condizioni ritenute minime per lo sviluppo della vita, nonostante risulti chiaro che la definizione di ambiente "estremo" è comunque relativa e diversa per ogni organismo.
Determinate esigenze sono comuni a tutti gli organismi viventi. Affinché ci sia vita è necessario che si disponga di energia, al fine di mantenere il disequilibrio energetico del sistema (vedi sopra). La maggior parte degli organismi autotrofi sfrutta l'energia solare, attraverso la quale compie la fotosintesi, ottenendo i nutrienti dalla materia inorganica. Questi organismi, che comprendono piante, alghe e cianobatteri, si dicono fotoautotrofi. Altri autotrofi più rari sfruttano invece l'energia derivante da processi chimici, e si definiscono chemioautotrofi. Le altre specie, dette eterotrofi, sfruttano l'energia chimica dai composti organici prodotti da altri organismi, nutrendosi dell'organismo stesso, di una sua parte o dei suoi scarti.
È necessario inoltre affinché ci sia vita che ci sia disponibilità dei principali costituenti biologici, cioè carbonio, idrogeno, azoto, ossigeno, fosforo, e zolfo, nell'insieme detti anche CHNOPS. Gli organismi autotrofi li ricavano principalmente in forma inorganica dall'ambiente, mentre quelli eterotrofi sfruttano principalmente i composti organici di cui si nutrono.
Tutte le forme di vita conosciute, infine, necessitano di abbondanza d'acqua, anche se alcuni organismi hanno sviluppato adattamenti che permettono loro di conservare le proprie riserve di liquidi a lungo, così da potersi allontanare notevolmente dalle fonti d'acqua.
Queste condizioni sono condivise dalla quasi totalità delle forme di vita conosciute, tuttavia non è possibile escludere l'esistenza, sulla Terra o su altri pianeti, di organismi in grado di vivere in condizioni completamente diverse. Per esempio nel 2010 è stato trovato nel Mono Lake in California un batterio, Halomonas sp., ceppo GFAJ-1, in grado di sostituire il fosforo nelle proprie molecole con l'arsenico, che proprio per la sua similitudine col fosforo e per la sua tendenza a sostituirlo nelle molecole biologiche, è tossico per la maggior parte degli organismi conosciuti, escludendo quelli che lo utilizzano come ossidante nella respirazione, al pari di numerosi composti utilizzati a tale scopo da differenti organismi. In seguito questa scoperta è stata messa in dubbio, e sono in corso (2012) verifiche per accertare l'eventuale eccezionalità della scoperta. Gli esobiologi ipotizzano una vita basata sulla chimica del silicio anziché del carbonio.

## Origine della vita
Secondo i modelli attualmente accettati la vita sulla terra è comparsa grazie alle condizioni presenti tra 4,4 e 2,7 miliardi di anni fa, che hanno permesso lo sviluppo di macromolecole come gli amminoacidi e gli acidi nucleici, come dimostrato dall'esperimento di Miller-Urey, dalle quali in seguito si sono originati polimeri come i peptidi e i ribozimi. Il passaggio dalle macromolecole alle protocellule è l'aspetto più controverso della questione, sul quale sono state avanzate diverse ipotesi, come quella del mondo ad RNA, quella del mondo a ferro-zolfo e la teoria delle bolle.
A partire dalle protocellule gli organismi hanno poi raggiunto lo stadio attuale in cui li conosciamo tramite processi, spiegati dalla teoria dell'evoluzione, lungo un ramificato processo di evoluzione della vita.

## Vita extraterrestre
Qualunque eventuale forma di vita non propria del pianeta Terra viene detta "extraterrestre". Questo termine può riferirsi, in maniera più ampia, a qualunque oggetto al di fuori della stessa realtà terrestre. Tutt'oggi l'uomo non conosce alcun esempio di essere vivente extraterrestre e il dibattito tra scettici e sostenitori della probabile esistenza di forme di vita aliene a quelle terrestri è molto acceso.

## Nella cultura umanistica
Prima che la scienza fornisse spiegazioni scientifiche sulla vita, l'uomo tentò di fornire risposte riguardo ai fenomeni dei viventi tramite la mitologia, la religione e la filosofia.
Nella cultura letteraria e filosofica, l'esistenza umana è stata associata alle emozioni, alle passioni e in generale alla storia di ciascuna persona. Poeti, letterati, filosofi e pensatori hanno associato alla vita significati diversi e presentando una personale concezione di vita umana. Alcune posizioni hanno dato vita a vere e proprie correnti di pensiero, come il vitalismo, il pessimismo, o il nichilismo.

## Diritto e questioni etiche sulla vita umana
Nelle società organizzate, la vita umana rappresenta un valore che richiede attenzione in termini di diritto. Questioni di tipo etico determinano le scelte circa la difesa e la salvaguardia della vita, quando questa è messa in discussione da altri tipi di scelte, come la pena di morte, l'aborto o l'eutanasia. Secondo attente analisi e ricerche la maggior parte delle persone possiede una vita infelice per cause di tipo affettive, morali, sociali, personali e cause derivate dalle relazioni amorose, da ciò le persone possono evidenziare idee suicide o entrare in fasi depressive. A titolo esemplificativo può essere appropriato riportare le seguenti riflessioni che bene descrivono lo stato d'animo della Bovary, travolta dalle devastanti vicende passionali, che la indurranno infatti al suicidio: Da che dipendeva quella insufficienza della vita, quell'istantaneo imputridirsi delle cose alle quali essa si appoggiava?... Ogni sorriso nascondeva uno sbadiglio di noia, ogni gioia una maledizione, ogni piacere il suo disgusto...

## Vita sintetica
Dalla ricerca delle proprietà oggettive che definiscano il concetto di vita si è sviluppato un ramo della biologia chiamato biologia sintetica che utilizza conoscenze di biologia molecolare, biologia dei sistemi, biologia evoluzionistica e biotecnologie con l'idea di progettare sistemi biologici in maniera artificiale in laboratorio.

## Classificazione debole e forte
La comunità scientifica si divide nel considerare il concetto di vita in senso "debole" (che include i virus e persino i prioni, che sono organismi senza DNA), e in senso "forte", che assume invece la suddetta teoria cellulare. Da questo punto di vista, l'organismo ancestrale non dovrebbe essere chiamato Ultimo antenato comune universale, ma piuttosto "Ultimo antenato cellulare", perché l'antenato universale sarebbe ancora più antico e includerebbe gli esseri acellulari primordiali, probabilmente filamenti di RNA o DNA ancestrale autoreplicante, simile agli attuali virus, che sarebbe raggruppato nel superdominio Acytota.

## Superclassificazione
| Mundus      | Biota / Vitae / Eobiontes      | Biota / Vitae / Eobiontes      | Biota / Vitae / Eobiontes      | Biota / Vitae / Eobiontes      | Biota / Vitae / Eobiontes      | Biota / Vitae / Eobiontes      | Biota / Vitae / Eobiontes      | Biota / Vitae / Eobiontes      | Biota / Vitae / Eobiontes      | Biota / Vitae / Eobiontes      | Biota / Vitae / Eobiontes      | Biota / Vitae / Eobiontes | Abiotic / Mineralia |
| Arborea     | Terroa / Terrabiota / Geobiota | Terroa / Terrabiota / Geobiota | Terroa / Terrabiota / Geobiota | Terroa / Terrabiota / Geobiota | Terroa / Terrabiota / Geobiota | Terroa / Terrabiota / Geobiota | Terroa / Terrabiota / Geobiota | Terroa / Terrabiota / Geobiota | Terroa / Terrabiota / Geobiota | Terroa / Terrabiota / Geobiota | Terroa / Terrabiota / Geobiota | (Eso-Terroan / Exobiota?) |                     |
| Superimpero | Ribosa                         | Ribosa                         | Ribosa                         | Ribosa                         | Ribosa                         | Ribosa                         | Ribosa                         | Ribosa                         | Ribosa                         | Aribosa                        | Aribosa                        |                           |                     |
| Impero      | Cytota                         | Cytota                         | Cytota                         | Cytota                         | Acytota / Aphanobionta         | Acytota / Aphanobionta         | Acytota / Aphanobionta         | Acytota / Aphanobionta         | Acytota / Aphanobionta         | Xenobiota                      | Prioni                         |                           |                     |
| Dominio     | Eukaryota                      | Eukaryota                      | Prokaryota                     | Prokaryota                     | Virii                          | Virii                          | Virii                          | Phagia                         | Phagia                         |                                |                                |                           |                     |
| ----------- | ------------------------------ | ------------------------------ | ------------------------------ | ------------------------------ | ------------------------------ | ------------------------------ | ------------------------------ | ------------------------------ | ------------------------------ | ------------------------------ | ------------------------------ | ------------------------- | ------------------- |

Legenda:
- Mineralia / Abiotic[30] - fattori non viventi[31] (materia ambientale dell'ecosistema[32])
- Biota / Vitae / Eobiontes[33][34] - fattori viventi (sistemi in uno stato energetico di disequilibrio stazionario in grado di dirigere una serie di reazioni chimiche[35])
  - (Arborea: Exobiota)[36] - eventuale vita extraterrestre[37];
  - Arborea: Terroa / Terrabiota / Geobiota[38] - vita terrestre[39];
    - Aribosa[40] -Organismi biologici non contenenti RNA o DNA, o molecole proteiche capaci di riproduzione[41];
      - Xenoribosa / Xenobiota
      - Prioni;

    - Ribosa[42][43] - viventi basati su RNA o DNA;
      - Acytota / Aphanobionta[44][45] - vita non cellulare[46][47];
        - Virus;
        - Phage

      - Cytota[48] - vita cellulare;
        - Eukaryota;
        - Prokaryota.